# Blå leden
Blå leden är en vandringsled i Uppland mellan Vaxholm och Domarudden norr om Åkersberga. Leden passerar bland annat Bogesunds slott.